# Марьинское (Калининградская область)
Марьинское (бывш. нем. Marscheiten, Маршайтен) — посёлок в Светлогорском районе Калининградской области. Входил в состав городского поселения Приморье.

## История
До 1946 года название было Маршайтен'

## Население
| 2010 |
| ---- |
| 15   |